# Momia (monstruo)

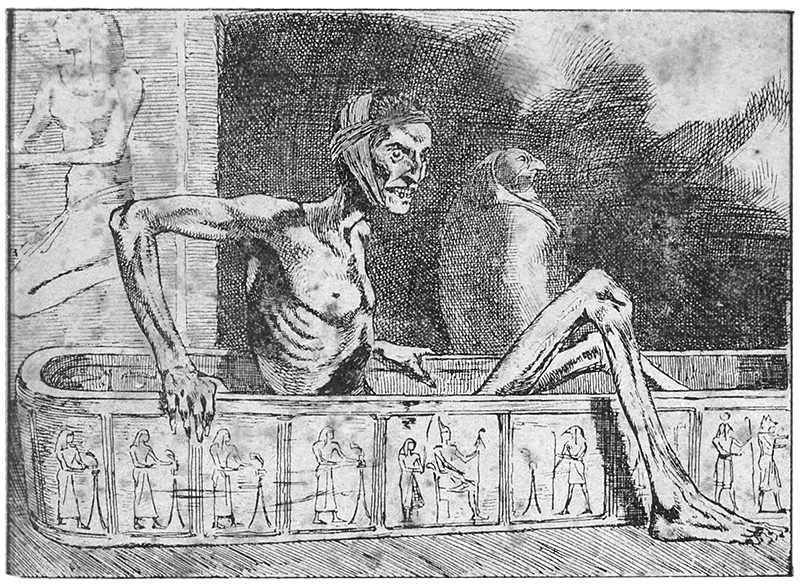
Una ilustración de Martin van Maële de la momia del "Lote No. 249", un cuento de terror gótico de 1892 del escritor británico Arthur Conan Doyle.

Las momias suelen aparecer en los géneros de terror como criaturas no muertas envueltas en vendas. No-muertos similares incluyen esqueletos y zombis.

## Historia
El género de las momias tiene sus orígenes en el siglo XIX cuando Egipto estaba siendo colonizado por Francia y, posteriormente, por la Gran Bretaña victoriana. Las primeras momias vivientes en la ficción eran en su mayoría mujeres y se presentaban bajo una luz romántica y sexual, a menudo como intereses amorosos del protagonista; esto representaba metafóricamente el orientalismo sexualizado y la romantización colonial de Oriente. Ejemplos notables de esta tendencia incluyen The Mummy's Foot por Théophile Gautier, The Jewel of Seven Stars de Bram Stoker, The Ring of Thoth por Arthur Conan Doyle, She: A History of Adventure y Smith and the Pharaohs por H. Rider Haggard, My New Year's Eve Among the Mummies por Grant Allen, The Unseen Man's Story por Julian Hawthorne e Iras: A Mystery por H. D. Everett; este último en realidad hace que el protagonista se case con una momia que toma la forma de una hermosa mujer.
A partir de la década de 1930, la "momia romántica" fue reemplazada por la "momia monstruosa", iniciada por Boris Karloff en la película de 1932 La momia; las momias se incorporaron así al panteón de los monstruos góticos del siglo XIX, junto al Conde Drácula y el Monstruo de Frankenstein.
Sin embargo, el final del siglo XX vio el resurgimiento del interés en el arquetipo de la "momia romántica", comenzando con la novela de 1989 The Mummy, or Ramses the Damned por Anne Rice, que involucraba una relación sexual entre una momia masculina benévola y una mujer arqueóloga. La tendencia se intensificó a finales de la década de 1990, la década de 2000 y la de 2010: las obras de ficción modernas que presentan momias vivientes románticas incluyen la novela de ficción de terror de 1997 Don't Tell Mummy por Tom B. Stone, el episodio Inca Mummy Girl de la serie de TV Buffy the Vampire Slayer, la novela de fantasía de 2006 Freaks: Alive on the Inside por Annette Curtis Klause y el videojuego de 2011 The Next Big Thing por Pendulo Studios.

## Literatura
- Uno de los primeros ejemplos de momias no muertas es The Mummy! A Tale of the Twenty-Second Century (¡La momia!: O un cuento del siglo XXII, ¡La Momia! Una historia del siglo XXII), una novela de 1827 escrita por Jane Wells Loudon. Este primer trabajo de ciencia ficción trata sobre una momia egipcia llamada Keops, a la que se le devuelve la vida en el siglo XXII.
- The Mummy's Foot (1840) por Théophile Gautier trata de una princesa egipcia fantasmal que, con la esperanza de recuperar su pie perdido, lleva a la protagonista en un viaje a través del tiempo hasta su tierra natal.
- Some Words with a Mummy (1845) por Edgar Allan Poe es otro ejemplo temprano de una historia sobre una momia resucitada, aunque interpretada como sátira en lugar de horror.
- Lost in a Pyramid; or, The Mummy's Curse (1869) por Louisa May Alcott es un ejemplo temprano del género "mummy's curse".
- Lot No. 249 (1892) por Arthur Conan Doyle ha sido llamado "... el primero en representar a una momia reanimada como una criatura siniestra y peligrosa".[6] El cuento de 1890 de Doyle El anillo de Thoth también presenta una momia, aunque de una naturaleza más benévola.
- La joya de las siete estrellas (1903) por Bram Stoker es una historia temprana de posesión por parte de una momia.
- Encarcelado con los faraones (1924) atribuido al ilusionista Harry Houdini pero escrito por H. P. Lovecraft, cuenta la historia en primera persona del encuentro de Houdini con un culto momificado en un templo escondido debajo de la Gran Esfinge de Guiza.
- Varios cuentos de Seabury Quinn presentaban momias resucitadas, incluidas The Grinning Mummy (1926), The Bleeding Mummy (1932), The Dead-Alive Mummy (1935) y The Man in Crescent Terrace (1946).
- "Monkeys" (1930, incluida en la antología More Spook Stories al año siguiente) de E.F. Benson cuenta la historia de un médico cuyas visiones de monos encajan en leyendas de momias en el antiguo Egipto.
- "Más allá de los eones" (1935) de H. P. Lovecraft y Hazel Heald vincula a una momia misteriosa (aunque no de origen egipcio) con sus Mitos de Cthulhu.
- "Eyes of the Mummy" (1938) por Robert Bloch invierte la narrativa típica de "posesión" establecida en La joya de las siete estrellas al transferir la conciencia del protagonista al cuerpo de una momia. Fue incluido en la colección de cuentos del autor de 1945 The Opener of the Way.
- The Vengeance of Ai (1939) por August Derleth y Mark Schorer, finalmente incluida en una antología en Colonel Markesan and Less Pleasant People (1966), presenta a una momia con mentalidad de venganza.
- Las series de EC Comics Tales from the Crypt, The Haunt of Fear y The Vault of Horror presentaban momias en sus historias. Tales from the Crypt # 33 reveló que los padres de Crypt-Keeper son una momia egipcia femenina de 4.000 años y un cadáver de dos cabezas.
- En las historias de Disney como Donald Duck and the Mummy's Ring (1943), Donald y sus sobrinos viajan a Egipto, y partieron hacia el museo para ver las momias antes de que se las lleven.
- Marvel Comics tiene sus propias momias, incluida N'Kantu, la Momia Viviente.
- The Mummy, or Ramses the Damned (1989) por Anne Rice cuenta la historia de una momia inmortal revivida por arqueólogos de la era eduardiana. Le siguió en 2017 una secuela.
- Las momias aparecen en Las crónicas de Kane.
- La franquicia Goosebumps contó con momias en sus diferentes historias.
  - The Curse of the Mummy's Tomb presentó una variedad de momias.
  - Return of the Mummy presentó a la momia del príncipe Kho-ru, que era el primo ficticio del rey Tut.
  - Diary of a Mad Mummy presentó a la momia del rey Buthramaman.
  - The Mummy Walks presentó a la momia del emperador Pukrah de Jekeziah.
  - La historia de Tales to Give You Goosebumps "Don't Wake Mummy" presentaba a una momia. La adaptación televisiva de este episodio también contó con el gato de la momia.
  - Who's Your Mummy presentó una variedad de momias.
  - The Dummy Meets the Mummy presentó a la Momia de Arragotus.
- En el libro de Looney Tunes Wacky Adventures: Mummy Madness (2004), Piolín se viste como la Reina Cleopatra, Silvestre se viste como la momia, donde se descubre que los antiguos egipcios idolatraban a los gatos, cree que lo tendrá todo resuelto si usa el Sustituto Espacial para regresar.

## Televisión
- En 1966, Mummy Man era una criatura antigua revivida que atacó un centro de investigación. Su fallecimiento condujo a la convocatoria de Dodongo en el episodio 12 de Ultraman.
- Las dos series de televisión de 1970-71 Sabrina the Teenage Witch y Groovie Goolies cuentan con un personaje llamado Mummy (con la voz de Howard Morris que se hace pasar por Ed Wynn) que es uno de los Groovie Goolies.
- Las momias robot aparecieron en la serie de Doctor Who Pyramids of Mars (1975), que fue influenciada por las películas de momias de la serie Hammer Horror.[7]
- La serie de televisión de 1980 Drak Pack presenta a una momia súper fuerte llamada Mummyman (con la voz de Chuck McCann) que es miembro de la malvada organización OGRE.
- La versión de 1985 de Thundercats presenta a un hechicero demoníaco momificado llamado Mumm-Ra (con la voz de Earl Hammond y Robin Atkin Downes) como el principal antagonista de la serie.
- En el anime Dragon Ball presenta a La Momia o Bandages the Mummy como los cinco guerreros de Uranai Baba a los que debían enfrentarse Krilin, Yamcha, Son Goku, Upa y Pu'er.
- Las series animadas de The Disney Afternoon aparecen unas diferentes momias:
  - En el episodio de Patoaventuras, "Sphinx for the Memories" (1987), se encuentra la momia Ka-Hoo-Fu, fue libeara por Sarkus.
  - En el episodio de Chip 'n Dale Rescue Rangers, "Throw Mummy from the Train" (1989), se encuentra a Hiram la Momia, que es el guardián de la tumba del of Faraón Nutun-Khamun.
  - En el episodio de TaleSpin, "In Search of Ancient Blunders" (1991), se encuentra a una Momia, donde Baloo, Myra, y Wildcat deben encontrar el tesoro perdido del Rey Utmost y tratar de evadir a los piratas aéreos, trampas y un antiguo guardián del tesoro.
- La serie de televisión de 1990 Gravedale High presenta personajes de momias como Cleofatra (con la voz de Ricki Lake) y el Sr. Tutner (con la voz de Tim Curry).
- En Big Bad Beetleborgs, el personaje Mums es una momia que reside en Hillhurst.
- ¡Momias vivas!, una serie animada de 1997, contó con un grupo de momias heroicas.
- La franquicia de anime para Digimon presenta a Mummymon.
- El protagonista principal de la serie de televisión Tutenstein de 2003-2008 es una momia que ha vuelto a despertar.
- En la franquicia Ben 10, hay una raza de momias extraterrestres llamada Thep Khufans. La forma alienígena de Ben Tennyson Snare-oh (originalmente llamado Benmummy) es un Thep Khufan.
- Algunos Monstruos Momias aparecieron en Super Sentai Series: 
  - En Seijū Sentai Gingaman, el monstruo Morgumorgu es un monstruo con temática de momia. En Power Rangers Lost Galaxy, el monstruo fue adaptado como Crumummy.
  - En Kyuukyuu Sentai GoGoFive, el monstruo Zombeast es una Psyma Beast con temática de momia. En Power Rangers Lightspeed Rescue, el monstruo se usó para uno de los demonios derrotados no identificados en el Mundo de las Sombras.
  - En Mahō Sentai Magiranger, el villano Sorcery Priest Meemy es una momia. En Power Rangers Mystic Force, está adaptado como Imperious.
  - En Tensō Sentai Goseiger, el monstruo Zeibu de la Momia es una criatura parecida a una momia con rasgos de ciempiés. En Power Rangers Megaforce, está adaptado como Mummy, que es una de las ilusiones del monstruo Distractor.
  - En Kishiryū Sentai Ryūsoulger, el Minosaurio Momia es un Minosaurio parecido a una momia vestido con una armadura piramidal. En Power Rangers Dino Fury, se adapta como Tombtress.
- En Ugly Americans, hay momias viviendo en Manhattan. Se revela que una momia es la madre de Francis Grimes como se ve en "Mummy Dearest".
- La pancarta "Henson Alternative" de The Jim Henson Company tenía diferentes personajes de momias:
  - En Late Night Liars, el personaje William A. Mummy (interpretado por Brian Clark) es uno de los personajes principales. Es una momia extravagante que es la exesposa de Shelley Oceans y una parodia de Paul Lynde.
  - En No, You Shut Up!, Andy Al-Jizah (también interpretado por Brian Clark) es una momia que es la presidenta de la AAMRP (abreviatura de Asociación Estadounidense de Personas Momificadas y/o Jubiladas).
- En el segundo segmento del episodio de El nuevo show del Pájaro Loco, "Queen of De-Nile" (1999), Winnie Woodpecker y Pablo Morsa debe entrar la pirámide del Rey Tut, donde se encuentra a una momia en la tumba del faraón.
- En el episodio de Courage the Cowardly Dog, "Courage Meets the Mummy" (2001), La momía aparece como de un panadero maya regresa a buscar venganza de la injusticia que en el pasado hicieron con él.
- En el episodio de Duck Dodgers, "Master & Disaster" (2005), Duck Dodgers y el Cadete espacial entran al museo donde se encuentra a una momía en la tumba del faraón, donde el sospechoso los persigue.
- En el episodio de Tom and Jerry Tales, "Tomb It May Concern" (2006), Tom y Jerry excavan una tumba con la esperanza de encontrar un gran tesoro, solo para despertar una momia escondida en su interior.
- En el episodio de Sonic X, "Map of Mayhem", Dr. Eggman envía a Decoe y Bocoe a robarlo, por lo que se cuelan en el museo disfrazados de momias y se lo roban al Dr. Cadberryi.
- En Jake y los piratas del país de Nunca Jamás, algunas personas creen que el ladrón y el mayal tienen el poder de dar vida a las momias.
- La serie de anime Monster Musume presenta momias donde se representan como una subespecie de los zombis. Como los ambientes desérticos han secado su piel, las Momias deben tomar largos baños para reponer sus fluidos e incluso chupar la fuerza vital de los humanos para complementar su belleza como un placebo.
- La serie de televisión OK K.O.! Let's Be Heroes presenta al personaje Ms. Mummy (con la voz de Ashly Burch), que es una habitual del Lake Plaza Turbo, donde vive detrás de "Gar's Hero Supply & Bodega".
- En el episodio de New Looney Tunes, "King Nutininkommen" (2018), Los arqueólogos Porky y Daffy descubren la Tumba perdida del Rey Nutininkommen y se encuentran con una momia vengativa.
- En el episodio de We Bare Bears, "The Mummy's Curse" (2019), Pardo, Panda y Polar (como osos niños) temen ser maldecidos para siempre y deben encontrar una forma de devolver una momia a su tumba.

## Cine
Durante el siglo XX, las películas de terror y otros medios de comunicación popularizaron la noción de una maldición asociada con las momias (ver Maldición de los faraones). El descubrimiento de la tumba de Tutankamón en 1922 por el arqueólogo Howard Carter trajo a las momias a la corriente principal.
- Una de las primeras apariciones fue La joya de las siete estrellas, una novela de terror por Bram Stoker publicada por primera vez en 1903 que trataba sobre el complot de un arqueólogo para revivir una antigua momia egipcia. Este libro más tarde sirvió como base para la película de 1971 Blood from the Mummy's Tomb, la película de 1980 The Awakening y la película de 1997 directa a video Bram Stoker's Legend of the Mummy.
- Las películas que representan tal creencia incluyen la película de 1932 The Mummy, protagonizada por Boris Karloff como Imhotep; cuatro películas posteriores de momias de Universal Studios de la década de 1940 que presentaban una momia llamada Kharis, y una nueva versión de Hammer de 1959 de The Mummy's Hand y The Mummy's Tomb, que también presentaba a Kharis. La creencia en las momias malditas probablemente se deriva en parte de la supuesta maldición sobre la tumba de Tutankamón.
- En 1967, la cabeza de la momia aparece en un cameo en un ariete en El libro de la selva utilizado por los monos para cargar contra Baloo y salvar a Louie.
- En 1979, la American Broadcasting Company emitió un programa festivo de televisión, The Halloween That Almost Wasn't, en el que una momia de Egipto (Robert Fitch) llegaba al castillo del Conde Drácula sin hablar.
- El trío cómico de payasadas Los Tres Chiflados explotó con humor el descubrimiento en el cortometraje We Want Our Mummy, en el que exploraron la tumba del enano Rey Rutentuten (y su Reina, Hotsy Totsy). Una década más tarde, interpretaron a vendedores de carros usados torcidos en Mummy's Dummies, en la que finalmente ayudaron a otro rey Rootentootin (Vernon Dent) con un dolor de muelas.
- El dúo de comedia Abbott y Costello, como parte de su serie que se cruza con Universal Monsters, se encontró con una momia llamada Klaris (una parodia de Kharis) en Abbott and Costello Meet the Mummy de 1955.
- Una momia apareció en la película Mad Monster Party?. No habla y se encuentra entre los monstruos invitados al castillo del barón Boris von Frankenstein en la Isla del Mal. El sarcófago de la Momia fue llevado al castillo del Barón Frankenstein por el Jorobado de Notre Dame. En una escena, la Momia baila con Monster's Mate al ritmo de "Do the Mummy" de Little Tibia and the Fibias.
- Una momia apareció en Mad Mad Mad Monsters, con la voz de Allen Swift. Es uno de los monstruos invitados por el Barón Henry von Frankenstein para asistir a la boda del Monstruo de Frankenstein y su Novia en el Hotel Transylvania Astoria el viernes 13.
- La película de Disney Channel Under Wraps presentaba una momia que se llamaba Harold (interpretado por Bill Fagerbakke).
- En la película de 2000, Tweety's High-Flying Adventure, Piolín viaja a la vuelta al mundo, porque se embarca a Egipto donde se encuentra a unas momias gatos les dan golpiza a Silvestre, y Piolín se escapa de la esfinge.
- La franquicia de Halloweentown presentaba diferentes momias.
- Una nueva serie de películas de Hollywood protagonizada por un Sumo Sacerdote no muerto inmortal comenzó con La Momia en 1999.[8] La película fue un éxito de taquilla y fue seguida por dos secuelas, La Momia Regresa en 2001 y La momia: la tumba del emperador Dragón en 2008. Las dos primeras películas presentaban a la momia Imhotep (interpretado por Arnold Vosloo) y la tercera película presentaba a la momia del emperador Han (interpretado por Jet Li).
- En la película de Scooby-Doo! in Where's My Mummy? (2005), donde Shaggy y Scooby Doo son perseguidos por los fantasmas de Cleopatra, donde se encuentra a una momia en la tumba del faraón, pero fue encerrado por ellos.
- La franquicia Night at the Museum presentó algunas momias. A diferencia de la mayoría de las representaciones de momias, la magia es tan completa que las momias se restauran a una apariencia completamente real, en lugar de una simple reanimación:
  - Night at the Museum se centra en la tablilla de Ahkmenrah (interpretadO por Rami Malek), destinada a mantener unida a su familia para siempre, otorgando vida a su momia.
  - Night at the Museum: Battle of the Smithsonian presentó a la momia del hermano de Ahkmenrah, Kahmunrah (interpretado por Hank Azaria), quien planeó usar la misma tableta para abrir un portal al inframundo egipcio.
  - En Night at the Museum: Secret of the Tomb, los padres de Ahkmenrah, Merenkahre y Shepseheret (interpretados por Ben Kingsley y Anjali Jay) aparecen con la tableta que proporciona efectos similares. También hay algunas momias en recipientes de vidrio.
- La franquicia Hotel Transylvania presenta a Murray la Momia (con la voz de CeeLo Green en la primera película, Keegan-Michael Key en la segunda película) como uno de los personajes principales. Además, también había una momia femenina que hacía cameos de fondo.
- La película de 2017 The Mummy presenta a la momia de Ahmanet (interpretada por Sofia Boutella).

## Videojuegos
- En las versiones de Breakout para PlayStation y PC, una momia es la jefa de la guarida egipcia, ya que Bouncer debe rescatar a uno de sus amigos de la momia.
- La serie Kirby presenta a los Mumbies enemigos recurrentes basados en momias. Parece ser una bola flotante de vendas que sigue al personaje del jugador cuando mira en la dirección opuesta. Más tarde, la serie tiene otra momia enemiga llamada Mummbon en Kirby Mass Attack.
- En el videojuego Wonder Boy III: The Dragon's Trap, se encuentra a la Momia Dragón está adentro de la pirámide, pero fue derrotado por Book.
- Las momias aparecen en las pirámides del desierto de Maugham en Wonder Boy in Monster World. También aparecen en la torre del silencio en Monster World IV.
- El videojuego Ganbare Goemon Gaiden 2: Tenka no Zaihō, se encuentra a una momia en la pirámide.
- Los videojuegos de Disney tienen diferentes momias:
  - En el videojuego de 1989 Ducktales, la "Momia Pato" o "Mummy Duck" se encuentra en la escena de Transilvania.
  - En el videojuego de 1990 DuckTales: The Quest for Gold, se encuentra la momia en la cueva, donde que el jugador debe evitar además de los ejes.
  - En el videojuego de 1991 Lucky Dime Caper, se encuentra a la "Momia Pato" en la tumba del faraón en la escena de la pirámide.
- La franquicia de Mario tiene diferentes momias:
  - Los videojuegos Luigi's Mansion: Dark Moon y Luigi's Mansion 3 tienen momias que son enemigos. Se representan como fantasmas que están envueltos en cinta de momia. El fantasma Serpci en Luigi's Mansion 3 es la momia de un antiguo faraón.
- El videojuego Captain Toad: Treasure Tracker presenta versiones de momias de Toads llamadas Mummy-Me.
- En los videojuegos de Age of Mythology, las Momias son parte de las Unidades de Mitos de la facción egipcia y están asociadas con Osiris.
- La franquicia de Warcraft tiene momias que son parte del Azote. Estas momias son versiones momificadas de criaturas de otras razas que se reaniman mediante la nigromancia. Se sabe que los trolls y los nerubianos momifican a sus muertos.
- El videojuego Moe Chronicle presenta una momia femenina sin nombre.
- En el juego MediEvil, las momias son enemigos que Sir Dan debe matar. En su secuela MediEvil 2, hay una momia de piel azul llamada Princesa Kiya que es el interés amoroso de Dan.
- En el juego de lucha Killer Instinct, hay una momia inmortal llamada Kan-Ra.
- The Legend of Zelda presenta enemigos parecidos a momias recurrentes llamados Gibdo. The Legend of Zelda: Twilight Princess presentaba a un enemigo conocido como ReDead Knight, que combinaba características de Gibdo y ReDeads (otro enemigo no muerto de la serie).
- Versiones momificadas de diferentes razas humanoides, como humanos, enanos y elfos, aparecen como enemigos en NetHack.
- En Plants vs. Zombies 2: It's About Time hay zombies momias que viven en el antiguo egipto

## Juegos y juguetes
- En el juego de rol Dungeons & Dragons, hay momias que son criaturas no muertas y, a veces, personajes jugables a lo largo de sus ediciones[9][10][11][12][13][14][15][16][17][18][19][20][21][22][23] y vienen en varios tipos como Bog Mummies, Clay Mummies, Greater Mummies, Hunefers, Ice Mummies, Mummy Lords y Salt Mummies. Se basan en la criatura de la ficción gótica y son un habitante típico del entorno de Ravenloft.[24]
- En el juego de mesa de Warhammer, los Reyes Funerarios eran los gobernantes momificados de Nehekhara, la Tierra de los Muertos, que comandaban vastos ejércitos de esqueletos y construcciones.
- Se muestra que Lego tiene diferentes minifiguras de momias:
  - Se muestra que Lego Minifigures tiene una momia como parte de su serie tres. Esta momia apareció más tarde en The Lego Movie. Es uno de los maestros constructores que se reúnen en Cloud Cuckoo Land.
  - Lego Monster Fighters presenta a La Momia, que deambula por los caminos del desierto del Reino de los Monstruos por la noche en su carro tirado por un caballo esquelético con ojos de fuego. Esta momia apareció más tarde en The Lego Batman Movie. Él junto con Lord Vampyre y Swamp Creature aparecen como presos de la Zona Fantasma.
  - Lego Pharaoh's Quest presenta a la Momia de Amset-Ra, una Momia guerrera, una Momia voladora y una Momia encantadora de serpientes. Las minifiguras de la Momia de Amset-Ra y la Momia guerrera tienen cabezas de dos caras.
- En la franquicia Monster High, Cleo de Nile y Nefera de Nile son momias conocidas que son las hijas de la momia Ramses de Nile.
- En la línea de juguetes Masters of the Universe Classics, hay una momia villana llamada Wrap Trap que está cautivada por Evil Horde.